# LeToya Luckett
LeToya Nicole Luckett (Houston, 11 maart 1981) is een Amerikaans zangeres en actrice.
Ze is bekend als lid van de R&B-meidengroep Destiny's Child, waarmee ze twee Grammy Awards won en veel commercieel succesvolle singles uitbracht. Luckett was betrokken bij de eerste twee albums van Destiny's Child. Hierna in 2000 raakten zij en medelid LaTavia Roberson in een conflict met manager Mathew Knowles en moesten zij de groep verlaten. Luckett startte met Roberson een nieuwe groep genaamd Anjel, maar deze was van korte duur.
In 2004 begon Luckett haar solocarrière en tekende een contract bij Capitol Records. Haar debuutalbum LeToya (2006) stond bovenaan de Amerikaanse Billboard 200-album chart in juli 2006 en werd vervolgens aan het eind van dat jaar platina gecertificeerd door de RIAA. Ook werd ze benoemd tot "Top Songwriter van 2006" door ASCAP. Luckett bracht in 2009 haar tweede album Lady Love uit, dat debuteerde op de eerste plek in de Amerikaanse Top R&B/Hip-Hop Albums chart.

## Discografie
Albums
- LeToya (2006)
- Lady Love (2009)
- Back 2 Life (2017)

- Bibliothèque nationale de France: cb151002028 (data)
- Gemeinsame Normdatei: 139029672
- International Standard Name Identifier: 0000 0000 7847 8232
- Library of Congress Control Number: no2006082718
- MusicBrainz: b2f1149b-171a-4bc5-ac8f-3baf9a566abf
- Virtual International Authority File: 47058691
- WorldCat: E39PBJbMcRyxYp3yYrgcvT34v3